# Rio Mata
O Rio Mata é um curso de água de São Tomé e Príncipe, localizado no distrito de Lembá, ilha de São Tomé. Este curso de água corre para Oeste até encontrar o mar próximo à Ponta de Santa Catarina.